# Krivinskai
Krivinskai – wieś na Litwie, w okręgu uciańskim, w rejonie oniksztyńskim, w gminie Androniszki. Według danych z 2011 wieś była zamieszkiwana przez 6 osób.